# Casa de Maternidad e Inclusa de Navarra
La Casa de Maternidad e Inclusa de Navarra fue fundada en el municipio español de Pamplona en  1804 por el arcediano de la catedral  Joaquín Javier Uriz y Lasaga, que más tarde sería  Obispo de Pamplona. Anteriormente los niños expósitos eran recogidos en la inclusa de Pamplona situada en  el Hospital General donde convivían con tullidos, dementes y enfermos indigentes.
Hasta 1836 estuvo regida por su propia junta de gobierno y desde esa fecha quedó bajo la jurisdicción de la nueva Junta de Beneficencia. 
En 1934 se trasladó a las nuevas instalaciones de Barañáin, junto con el Hospital de Navarra, instituciones ambas ya para entonces dependientes de la Diputacion Foral.

## Antecedentes Históricos
El Hospital General de Pamplona y su Inclusa se fundaron en 1525 por el  canónigo y Consejero real Remiro de Goñi. Hasta el siglo XVIII se conserva poca documentación del centro.
Estuvo ubicada  en el mismo hospital general de la ciudad hasta 1804 en que Joaquín Javier Uriz costeó la nueva casa de maternidad e inclusa independiente del hospital general. Junto con la posterior inclusa de Navarra acogieron a más de 50000 niños.
El índice de mortalidad en la inclusa de Pamplona era elevadísimo, la mayoría de los niños ingresados moría el primer año de vida y casi ninguno lograba rebasar los 7 años.
Estas penosas cifras se repetían en otros centros de acogida de España y Europa.    
Desde el siglo XVIII hay registros documentales de la inclusa pero del periodo anterior se dispone de poca información. Lo que sí sabemos es que entre el siglo XVI y el siglo XVIII se ponía frecuentemente a los niños el apellido Goñi, en honor a su fundador Remiro de Goñi.
En relación con los niños abandonados, hubo unos cambios legislativos importantes en los siglos XVIII y XIX. 
En 1786 se promulgaron unas leyes que daban a los niños expósitos los mismos derechos que al resto de ciudadanía y  protegían a las criaturas de los tan frecuentes malos tratos que sufrían.
Otra ley capital fue la promulgada en 1796 en la que se despenalizaba el abandono infantil lo que llevó a la paulatina desaparición del abandono por exposición en descampados o en la calle. Esta ley hizo que se desarrollaran en España hospitales, casas-torno y maternidades para ésta función.
Un cambio legislativo relacionado de alguna manera con el abandono infantil fue la penalización del aborto en España en 1822 que perduró, salvo escasísimas excepciones, hasta finales del siglo XX.
Las causas del abandono eran constantes a lo largo de la historia y se pueden resumir en dos: la miseria y la ilegitimidad de la criatura que en Navarra era del 3% de los nacimientos en los siglos XVIII y  XIX.
Respecto de la modalidad del abandono en la inclusa de Pamplona, a lo largo del siglo XVIII y anteriores, la mayoritaria era la exposición .
Hasta mediados del siglo XIX el 10% de los niños provenían de Guipúzcoa al no existir en esta provincia centros de acogida. El 90% de ellos llegaban muertos o fallecían en los primeros días de vida a causa de unos traslados muy calamitosos. La persona que transportaba los niños lo hacía en cestos y cobraba del municipio de origen del niño. Era remunerado aunque llegara el niño vivo o muerto.
En la primera mitad del siglo  XIX  cobró importancia el abandono de hijos legítimos empujados por la miseria y a partir de 1850   se fue imponiendo el abandono en la maternidad siendo la modalidad mayoritaria en el siglo XX. El torno, que fue muy utilizado en el siglo XIX,  desapareció de Pamplona en 1933.
Hasta la creación de la Inclusa de Navarra, la mayoría de los niños abandonados fallecían en el primer año de vida lo que con el nuevo centro mejoró notoriamente la supervivencia de los niños.

## Datos de Actividad
Las Hijas de la Caridad eran las encargadas de gobernar la institución. En 1919 había 13 monjas, una interna sirviente y una organista para atender a 118 ingresados entre niños y madres.
Tras ingresar el niño en la inclusa se buscaba inmediatamente  una nodriza externa remunerada para su cuidado y en muchas ocasiones a los siete años  lo prohijaban.
Las madres que daban a luz en la maternidad eran normalmente mujeres jóvenes, solteras  primíparas y en muchas ocasiones analfabetas.
A lo largo del siglo XIX ingresaban en la Inclusa de Navarra unos 200 niños al año. Las causas de mortalidad infantil más frecuentes eran infecciones gastrointestinales seguido por infecciones respiratorias lo que llevaba a un índice de mortalidad infantil  en los primeros  años de vida  cercano al 40%  entre 1915 y 1919.
En la segunda década del siglo XX el centro se encontraba en un estado que quedaba lejos de contar con la estructura y condiciones que habían de concurrir en un centro dedicado a estos  fines lo que hizo que en 1934 se trasladara a las nuevas instalaciones de Barañáin